# 衛所制

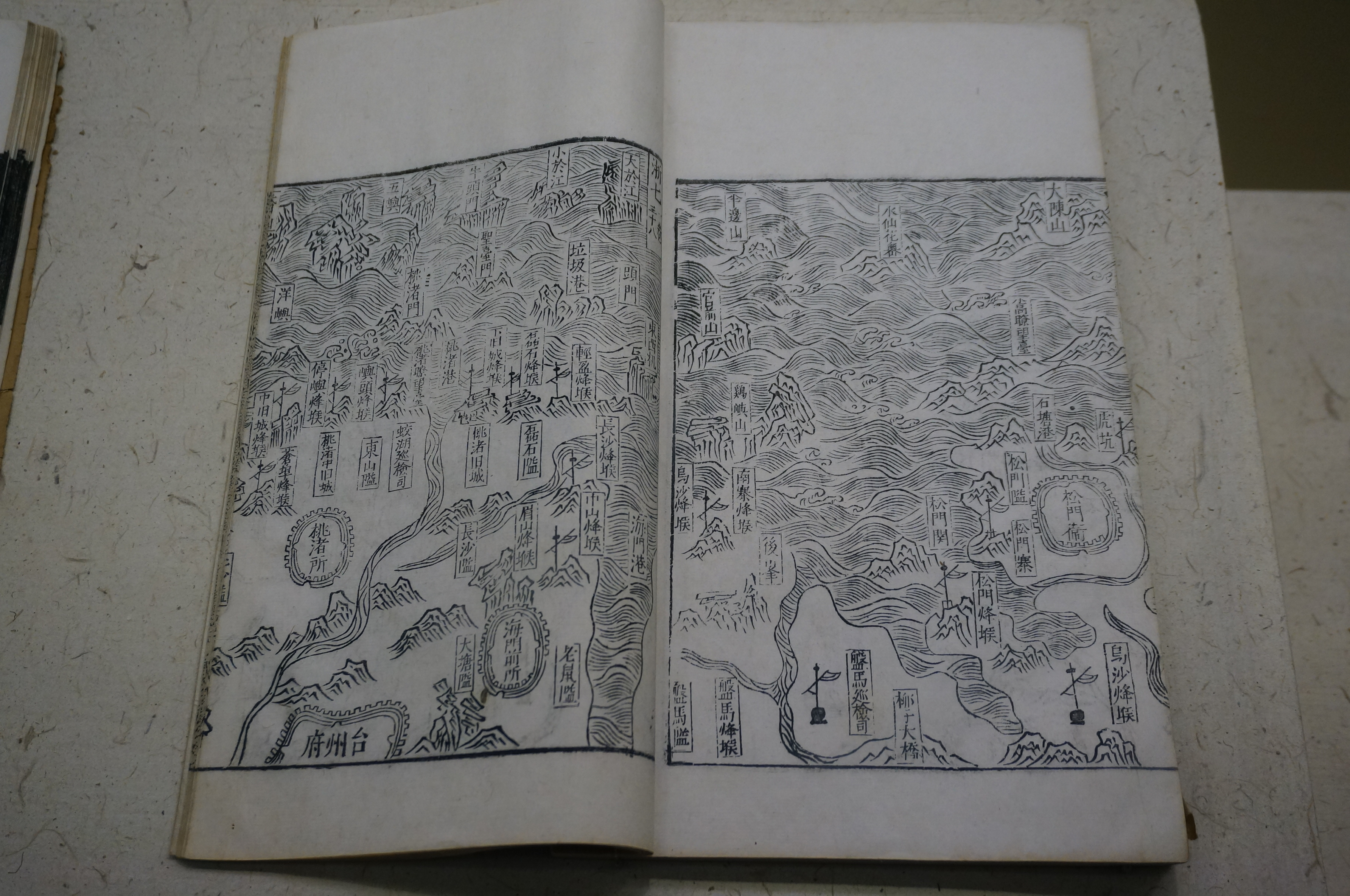
明代《筹海图编》卷一浙江沿海山沙图局部，示浙江台州府周边的卫所城市。

衛所制為明朝的最主要軍事制度，為明太祖所創立，其構想來自於隋唐時代的府兵制。
明政權在與元朝及元末群雄爭戰期間，軍制不定。其按照軍隊的來源區分，有諸將原有之兵（即所謂從征），有元兵及群雄敗兵歸附成軍，有獲罪而謫發的罪人成軍，而最主要的來源則是由戶籍中抽丁成軍，稱為籍選，亦即垛集軍。垛集法传承自元代的正軍、貼户制，為按人口一家五丁或三丁抽一之原則所徵之兵。除此之外尚有簡拔、投充及收集等軍制；明朝中期以後又有強使民為軍的方式，不過都屬於少數；就有明一朝而言，衛所制是明朝廷最主要的軍制。

## 衛所的設立及軍戶制度
前元朝户部尚书张昶在朱元璋建立的吴国中書省參知政事任內最早提出衛所。明洪武十七年（1384年），在全國的各軍事要地，設立軍衛。一郡者設所，連郡者設衛。大約以5600人為一衛，1120人為千戶所，112人為百戶所。所設總旗二，小旗十，大小聯比成軍，其下依序有千戶所、百戶所、總旗及小旗等單位，各衛所都隸屬於五軍都督府，亦隸屬於兵部，有事調發從征，無事則還歸衛所。此法的實行，須有一套能保障軍隊數目的戶籍制度配合，來維持衛所制的運行。
明代的卫所兵制，實乃吸取中國历史屯田经验，参照唐朝“府兵制”创建的，一种“寓兵于农”，守屯结合的建军制度。明太祖誇口說：“吾養兵百萬，不費百姓一粒米。”
軍戶即戶籍種類屬軍籍之戶，初期的來源有二，一是元代原本的軍戶，二是現役軍人之戶，這在洪武二十一年（1388年）黃冊編造之後更加以確立。軍戶為世襲，且管理頗嚴格，除籍十分困難，大致上除非丁盡戶絕、家中有人成為高官或是皇帝敕免，是無法除軍籍的。儘管如此，日久軍戶仍日漸減少，庞尚鹏主张：“清查隐占，均平粮额，开垦抛荒最为目前急务”，因此後來有使因犯罪而充軍者入軍籍之方法，被稱作恩軍或長生軍。
元代禁衛軍制，每三軍戶擇一丁正軍，其他兩戶的丁男稱作「餘丁」或「軍餘」，餘丁平時與軍餘狩獵、遊牧，戰時與正軍出征，明朝則改為耕種軍屯田，日久軍官累功策封頗多，所領祿田多由兵丁耕種，原設計支撐戰時軍糧的軍屯產出，都拿來發放世襲軍官俸祿，軍戶役男屯田勤務，日益沉重，相對其他四民丁役，不謂不重。
《明史》〈兵志〉：「明以武功定天下，革元舊制，自京師達於郡縣，皆立衛所，外統之都司，內統於五軍都督府，而十三衛為天子親軍者不與焉。征伐，則命將充總兵官，調衛所軍領之。既旋，則將上所佩印，官軍皆回衛所。蓋得唐府兵遺意」

## 軍戶負擔和生活
明代對於民戶“三十稅一（相當於3.33％）”的低稅賦社會，完全建立在對於軍戶勞動力的剝削之上，原因是軍戶以自身勞動力承擔了幾乎全部的軍隊養護消耗。建文及永樂削藩之後，洪武年間建立的作為配套措施的“藩王及公侯監軍制度”被破壞，新制度一直未完善，軍戶負擔益重、生活水平愈加低落。軍戶的主要義務，包括出一丁男赴衛所作正軍，正軍以外的子弟稱作餘丁或軍餘，至少要出一名餘丁隨行正軍赴衛所，以給養其生活，類似軍伕。由於軍戶承擔了義務兵役以及給養正軍的勞役，故得由國家授予田地，且免除正軍、在營餘丁及在原籍一丁的差役，以保障軍戶生活並供給正軍。然而沒有充分的監督，導致軍戶權益日益被侵犯，負擔沉重、生活困苦。正軍赴衛所的發派地點，多以距離原籍地遙遠且分散的方式，以防止逃兵，但長途的跋涉加上水土不服，給役卒帶來不少額外的消費及病痛之苦。正軍服役於衛所，必須帶妻同行，以安定生活並生兒育女，每一軍人有房屋、田地，每月有固定的月糧，武器由國家雇傭工匠生產；但實際情形則常分配不足，只有行軍時發給口糧，衣裝仍須自備。軍士在營，分成守備和屯田二種義務，比例不定、按時輪流，屯田者須固定上交糧食以供給守備軍及官吏，其目標在養兵而不耗國家財力。但明宣宗以後，卫所官侵占军屯田地、私役军士耕种之事，已經常发生，該目標變得難以達到、軍戶制也失去了公正性和有效性。
一般正軍身死，即以戶中壯丁補充，但由於軍人生活困苦，逃兵甚多，洪武初年即有逃兵，至洪武三年十一月，逃亡者计47,986人，因此有根補、勾補等方法。“根補”即抓回逃軍，“勾補”則由其戶中以丁補，但此舉既擾民又擾官，縣裡承擔追捕的任務、增加了公務負擔，亦有軍官藉此貪污、為害鄉里，而且逃兵數量有增無減。正统三年（1438年），逃亡官军竟达1,633,664人；此時明朝廷開始有募兵之舉。正德十四年吏部尚书王琼上疏：“天下都司卫所每岁差去勾军官旗不下一万六七千名，计所勾之军，百无一二到卫。有自洪武、永乐年间差出，到今三十餘年，在外娶妻生子，住成家业，通同军户，窝藏不回。”嘉靖八年，桂萼公布天下兵籍，仅有兵士九十七万。軍士的逃亡，除生活上的因素外，與其社會地位的低落亦有關，明初因需要武力，故較重視軍人，其後承平日久，武力不再重要，軍人地位就大為降低，加上以罪犯充軍，使得軍人的形象更為低下。嘉靖年间，有些衛所逃亡军士达到在籍军士70%左右。至16世纪初，一些卫所的逃亡军士已达其总数的80％，许多边地驻军只剩下一半。
嘉靖时期，边患严重，急需兵力，朝廷改採募兵制，至此，衛所制已形同被廢止。募兵不同于卫所军，不世袭，来去相对自由。但由於募兵制破壞了早期衛守制“兵帥分離”的構想，內閣必須将兵权下放於將領，明朝廷無法完全掌控募兵制制度下的兵權，尤以戚继光的“戚家军”更为有名，有利于鞏固中央集权的國家軍隊形制逐漸转变成为了分散中央集權、軍隊從屬于個別軍官的子弟兵勢力。另外，由於施行募兵制，導致軍費直線上升，也導致明末因軍餉長年不足，甚至經常譁變，最後為明亡埋下伏筆。

## 衰弱
衛所制代有世兵制及屯兵性質，指揮使以下世襲，日久則軍官、將官眾多，底層軍戶無論生活壓力，或戰事兵役皆遭遇壓迫，終難避免歷代兵制的輪迴。明初舉國衛軍270萬，不費百姓一粒米，但最終仍如王船山評斷府兵制之言：「府兵者猶之無兵也。」

## 清初衛所
因衛所並非單純的軍事組織，也同時是地方行政組織，清初繼承了衛所制度，到雍正年間改革行政區劃，才完全被淘汰。衛所或被廢除，或改設為府、廳、州、縣。

### 引用
1. ↑  陳文石《中央研究院歷史語言研究所集刊》第48本第2分，1977年《明代衛所的軍》
2. ↑  于志嘉《明代軍户世襲制度》台北學生書局1987年
3. ↑  林天蔚
4. ↑  《明太祖实录》卷九九《刘基传》：昶有才辯，知識明敏，熟於前代典故，凡國家建置制度，多出昶手，裁決如流，事無停滯。
5. ↑  罗梅因·戴乐：《卫所制度在元代的起源》，第23—24页
6. ↑  黄仁宇：《明代的税收与败政》，第287—288页。
7. ↑  《明史》卷一百二十八《刘基传》载：“太祖即皇帝位，基奏立军卫法。”《明史》（卷90）：“初，洪武二十六年定天下都司衞所，共計都司十有七，留守司一，內外衞三百二十九，守禦千戶所六十五。及成祖在位二十餘年，多所增改。其後措置不一，今區別其名於左，以資考鏡。”
8. ↑  《明史》“卷九〇．兵二．衛所”
9. ↑  佘一元编《山海关志》：“明初建关，设一卫、十千户所，领军万人，以侯伯统之。”
10. ↑  《明史》卷五十三《食货志一》
11. ↑  《续文献通考》卷一二二
12. ↑  王毓铨在《明代的军屯》道，“开种抛荒屯田，给开种者永为己业，从嘉靖以后几乎成了救止屯军逃亡，屯田抛荒的最重要的方法。”
13. ↑  [京師以外，內地各省及邊境的衛所皆統於都指揮使司，簡稱都司]
14. ↑  [《明史》〈卷八九．兵一〉]
15. ↑  正统六年（1441），尚书王骥奏称，贵州二十卫所屯田、池塘共九十五万七千六百餘亩“良田为官豪所占”，“贫穷军士无寸地可耕”。正统九年（1444），大宁都司官军都指挥佥事田礼等“侵占屯地四千一百二十七顷有奇，递年不输子粒”。弘治年間，陕西榆林地区管屯官，“侵夺屯田，隐占为业，祖孙相继，盘踞自如，凡应纳屯粮，悉置诸度外，其餘官舍，彼此效尤，用强霸耕，不纳子粒，往往均摊于诸卫，或捐月粮扣补，或变家产包赔”，“富豪者种无粮之地，贫弱者输无地之粮”。
16. ↑  《明宣宗实录》卷七十六
17. ↑  《明太祖实录》卷五十九
18. ↑  叶盛：《水东日记》卷二二《府卫官旗军人数》，中华书局1980年版，第219页。
19. ↑  《明史·兵志》载：“正统二年，始募所在军餘、民壮愿自效者，陕西得四千二百人。”
20. ↑  张萱《西园闻见录》卷六十四
21. ↑  利玛窦：《16世纪的中国》：“在这个国家中，也许没有哪个阶层比这些士兵更为卑贱和懒散了……平时，他们抬轿、喂马，像奴仆一样受人役使。”，第89—90页。
22. ↑  郑若曾《筹海图编》卷三《广东兵防官考》
23. ↑  清水泰次：《明代的流民与流贼》，第217页。
24. ↑  《明史·兵志》载：“正统二年，始募所在軍餘、民壮愿自效者，陕西得四千二百人。”范莱《两浙海防类考续编》卷二载：浙江有戎行39总，其中募兵有27总，占69.2%。

### 书籍
- 陳文石〈明代衛所的兵〉，《史語所集刊》，48：2(1977)，頁177-203。